# Киселів (Підкарпатське воєводство)
Киселів (пол. Kisielów) — село на Закерзонні в Польщі, у гміні Заріччя Переворського повіту Підкарпатського воєводства.
Населення — 410 осіб (2011).

## Географія
Село розташоване на відстані 2 кілометри на схід від центру гміни села Заріччя, 9 кілометрів на південний схід від центру повіту міста Переворськ і 41 кілометрів на схід від центру воєводства — міста Ряшіва.

## Історія
Відповідно до «Географічного словника Королівства Польського» в 1880 р. Киселів був південною частиною (присілком) села Цішацін Малий і знаходився у Ярославському повіті Королівства Галичини і Володимирії, було 218 мешканці, преважно — римо-католиків. Греко-католики села належали до парафії Полнятичі Порохницького деканату Перемишльської єпархії. На той час унаслідок півтисячоліття латинізації та полонізації українці лівобережного Надсяння опинилися в меншості.
У 1975—1998 роках село належало до Перемишльського воєводства.

## Демографія
Демографічна структура станом на 31 березня 2011 року:
|          | Загалом | Допрацездатний вік | Працездатний вік | Постпрацездатний вік |
| -------- | ------- | ------------------ | ---------------- | -------------------- |
| Чоловіки | 200     | 45                 | 138              | 17                   |
| Жінки    | 210     | 56                 | 116              | 38                   |
| Разом    | 410     | 101                | 254              | 55                   |